# Brunnifirn
Der Brunnifirn (auch Brunnigletscher) ist ein Gletscher in den Schweizer Alpen. Er liegt im Oberalpstockgebiet auf dem Gebiet der Gemeinde Silenen (Kanton Uri), nahe der Grenze zum Kanton Graubünden. Der Brunnifirn hat eine Fläche von etwa 2,94 km² und eine Länge von 3,05 Kilometer. Vom Beginn der Aufzeichnungen im Jahr 1882 bis 2020 hat sich der Gletscher um 1166 Meter zurückgezogen. In dieser Zeit ist der Gletscher nur in fünf Jahren vorgestossen, die letzten Male 1977/78 und 1972/73.

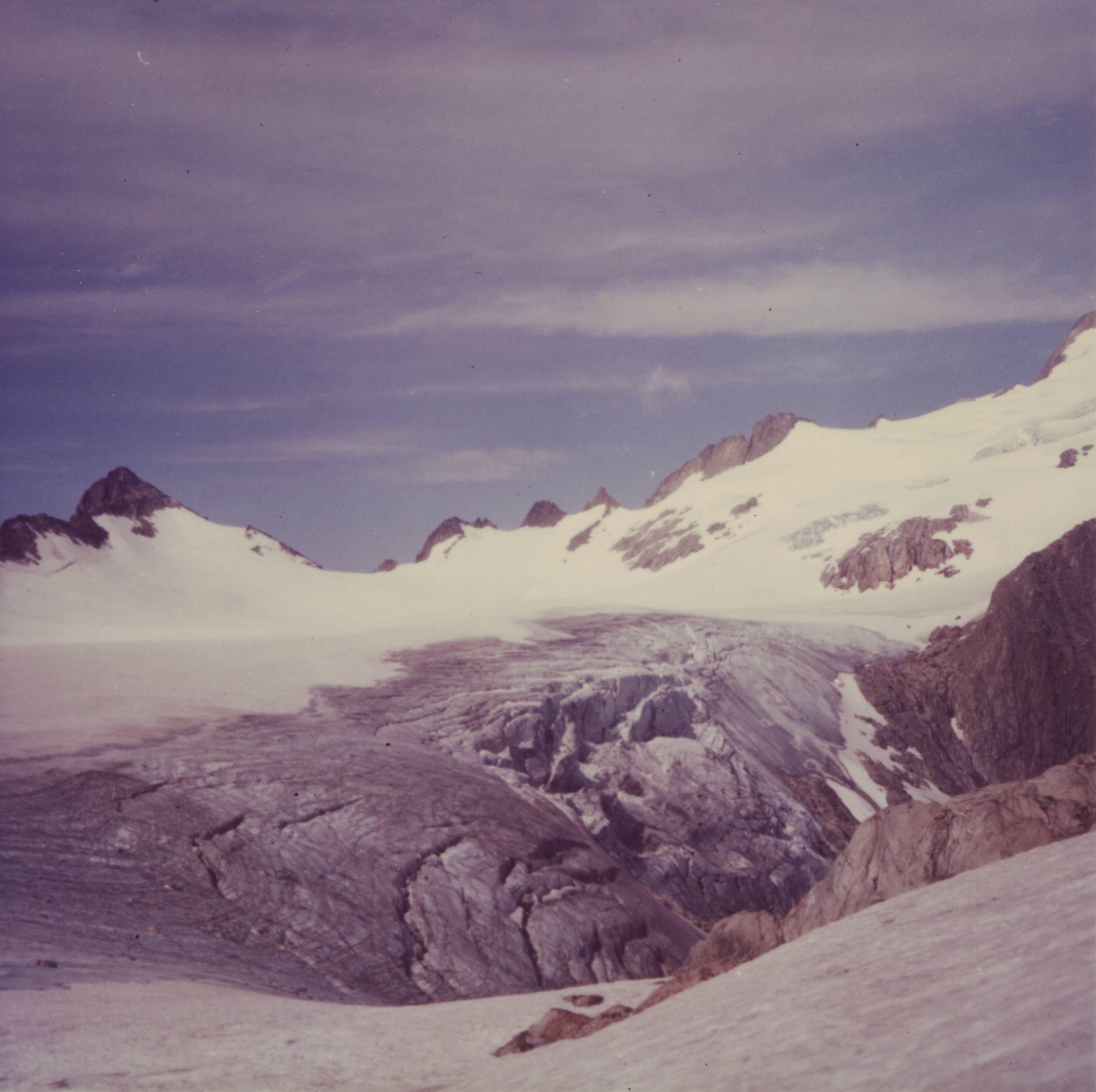
Der Brunnifirn 1972 am Steilabbruch ins Brunnital

Der Gletscher beginnt fast am Gipfel des Oberalpstocks (3328 m). Er zieht sich die Südostflanke hinunter in einen grossen Kessel, der von Piz Tgietschen (3096 m), Stremhörner (2986 m), Piz Ault (3027 m), Piz Acletta (2911 m), Brichlig (2963 m), Gwasmet (2875 m) und Schwarzstöckli (2808 m) umgeben ist. Der Kessel öffnet sich nach Norden über einen steilen Abbruch ins Brunnital, einem Seitental des Maderanertals. Die Gletscherzunge lag 2016 auf 2570 m, am oberen Rand des Steilabbruchs. Früher führte der Gletscher noch weit ins Brunnital hinab. Der Brunnifirn entwässert durchs Brunnital und schlussendlich via Maderanertal zur Reuss.
Etwas östlich des Gletschers liegt bei der Fuorcla da Cavardiras (2624 m) die Cavardirashütte. Über den Brunnifirn verläuft ein im Sommer markierter Wanderweg, welcher von Disentis/Mustér über den Brunnigrat (2739 m) zur Cavardirashütte führt.
Durch den Rückzug des Brunnifirns wurde etwas unterhalb der Unteren Stremlücke (Übergang ins Val Strem, 2830 m) eine Kluft freigelegt, in der ein Strahler 2013 archäologische Relikte gefunden hat. Die beiden Geweihstangen von einem Hirsch und einem Reh, Arvenholz und zahlreiches Werkzeug weisen darauf hin, dass hier in der Mittelsteinzeit Bergkristalle abgebaut und zu Klingen, Pfeilspitzen, Bohrer und Kratzer verarbeitet wurden. Das organische Material wurde unterm Eis begraben konserviert. Die Urner Behörden bezeichnen die Kluft als «älteste hochalpine Fundstelle im zentralen Alpenraum» – deutlich älter als der Fund des Gletschermanns Ötzi.

## Auengebiet von nationaler Bedeutung
Das Gletschervorfeld des Brunnifirns, insgesamt 246 Hektar im oberen Brunnital, ist seit 2001 im Bundesinventar der Auengebiete von nationaler Bedeutung eingetragen (World Database on Protected Areas: ID 347538).